# Sandershausen
Sandershausen ist ein Ortsteil der Gemeinde Niestetal im nordhessischen Landkreis Kassel.

## Geographische Lage

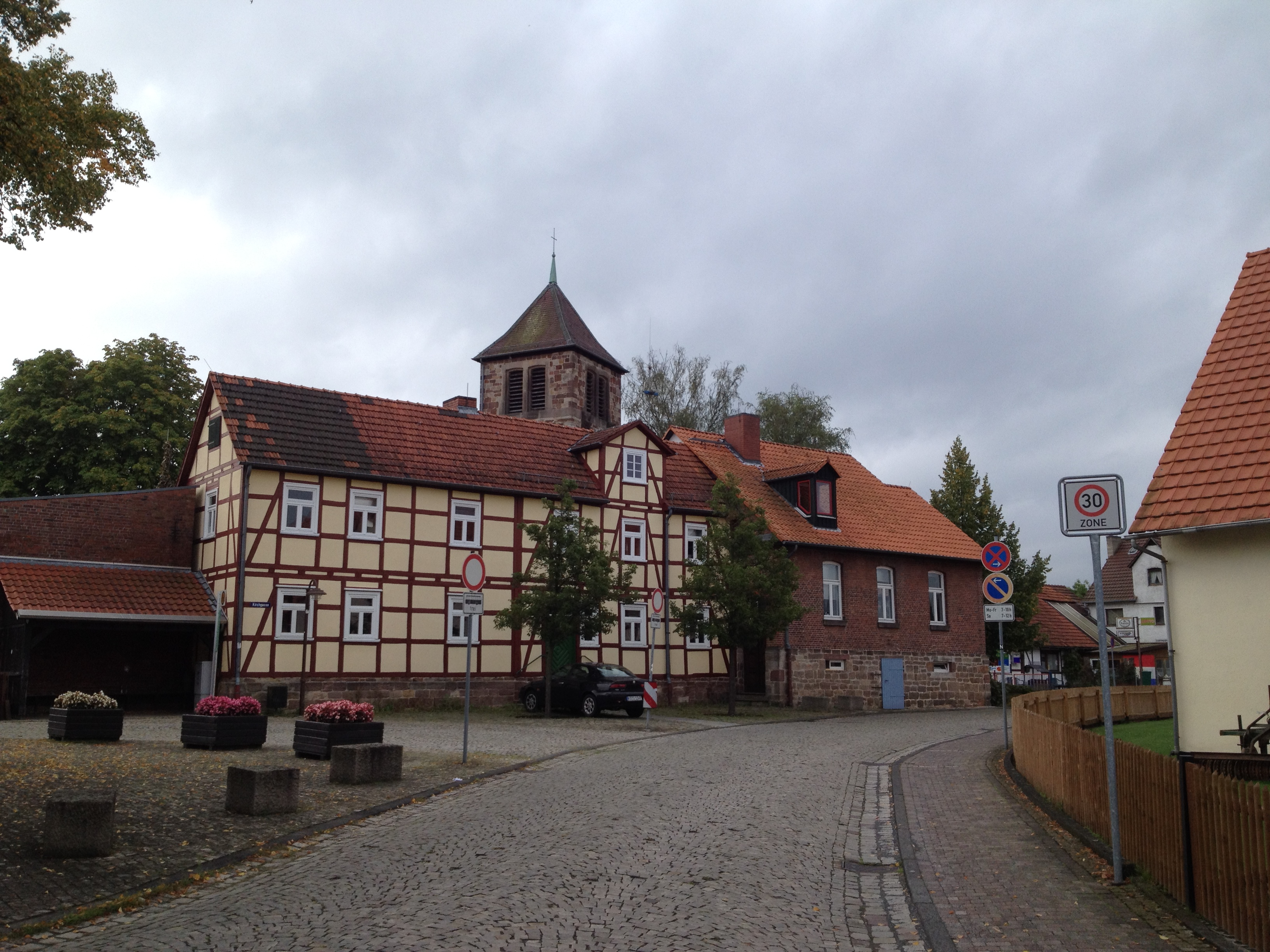
Ortskern Sandershausen mit Kirche

Sandershausen liegt an den Westausläufern des Kaufunger Waldes und nordwestlich von Heiligenrode, dem zweiten Ortsteil von Niestetal. Der Ortsteil grenzt im Süden und Südwesten an den Kasseler Stadtteil Bettenhausen mit der Ortslage Salzmannshausen und im Westen am Unterlauf der Losse an Kassels Stadtteil Unterneustadt. Eine weitere natürliche Grenze bildet die Fulda im Nordwesten und Norden zum jenseits des Flusses befindlichen Kasseler Stadtteil Wolfsanger / Hasenhecke. Die Grenze zu Heiligenrode wird im Osten durch den Verlauf der Bundesautobahn 7 gebildet, von der Sandershausen über die Anschlussstelle Kassel-Nord zu erreichen ist. Weitere Nachbarortschaften sind Spiekershausen im Norden und Landwehrhagen im Nordnordosten, die zur Gemeinde Staufenberg im niedersächsischen Landkreis Göttingen gehören.
Sandershausen wird von der Nieste durchflossen. Entlang dem Westrand der Wohnbebauung fließt der Haargraben (Umbachsgraben, Haare) und entlang der Westgrenze die Losse; alle drei sind östliche Zuflüsse der Fulda, die flussabwärts betrachtet kurz nacheinander einmünden: Losse–Haargraben–Nieste.

## Geschichte
In einer Kaufunger Urkunde von 1167 findet das Dorf Sandershausen als Sandrateshusen erstmals namentlich Erwähnung und gehört zu den von Sander abgeleiteten Ortsnamen. Dieser Ortsname könnte auf einen ersten Ansiedler mit dem germanischen Namen Sandarat zurückgehen. Das Adelsgeschlecht Sander von Sandershausen, auch von Sander genannt, war später in Niederschlesien ansässig, wo es im Besitz der Stadt Reichenbach war.
Am 23. Juli 1758 wurde in einem Gefecht bei Sandershausen das aus etwa 5250 Hessen und Hannoveranern bestehende Korps des hessen-kasselschen Generals Graf Johann Casimir von Isenburg-Birstein von einer etwa 6800 Mann starken Abteilung des französischen Armeekorps Herzog von Broglie unter dessen Befehl im Gefecht bei Sandershausen geschlagen. 
Die Zeit des „alten Sandershausen“ endete im Zweiten Weltkrieg mit der Zerstörung im Oktober 1943 durch Luftangriffe der Alliierten, durch die das historische Antlitz von Sandershausen verloren ging. Die Geschichte des "neuen Sandershausen" beginnt mit dem Wiederaufbau nach 1945. Danach erfolgte ein tiefgreifender Wandel, in dem sich das einst ländlich geprägte Dorf zur heutigen Industriewohngemeinde entwickelte.
Die Zusammenlegung der früher eigenständigen Gemeinden Heiligenrode und Sandershausen zur Gemeinde Niestetal erfolgte im Zuge der Gebietsreform in Hessen kraft Landesgesetz am 1. August 1972.

## Lokale Besonderheiten
- Die Sanderhäuser wurden früher mit dem Spitznamen „Halsabschneider“ (Sangershüser Halsabschnieder) betitelt.
- Seit 1974 und verstärkt seit dem Neubau des Gemeindezentrums 1984 werden durch die evangelische Kirchengemeinde Niestetal, vertreten durch den ehemaligen Pfarrer Friedrich Luhnke, regelmäßig Kammerkonzerte mit professionellen Musikern internationaler Herkunft veranstaltet.[3]

## Persönlichkeiten
- Lothar Binding, Politiker und Autor
- Heinz Limmeroth (1925–2012), Fußballspieler und -trainer